# Daniel Brandenstein
Daniel Charles Brandenstein (* 17. Januar 1943 in Watertown, Wisconsin) ist ein ehemaliger US-amerikanischer Astronaut.
Brandenstein erhielt 1965 einen Bachelor in Mathematik und Physik von der University of Wisconsin. Im September 1965 kam er zur US-Navy und wurde dort zum Marineflieger ausgebildet. Zwischen 1968 und 1970 war er auf den Flugzeugträgern Constellation und Ranger eingesetzt und flog insgesamt 192 Kampfeinsätze im Vietnamkrieg. Anschließend arbeitete er als Testpilot und Pilotenausbilder für die Navy.

## Astronautentätigkeit
Im Januar 1978 wurde Brandenstein als Astronautenanwärter von der NASA ausgewählt. Er war Verbindungssprecher (CAPCOM) und Mitglied der Unterstützungsmannschaften für die beiden ersten Space-Shuttle-Flüge (STS-1 und STS-2). Nach seinem zweiten Raumflug im Sommer 1985 arbeitete er als stellvertretender Direktor des sogenannten Flight Crew Operations Directorate, das über die Mannschaftszusammensetzungen von Raumflügen entscheidet. Von April 1987 bis September 1992 war Brandenstein Leiter des Astronautenbüros.

### STS-8
Am 30. August 1983 flog Brandenstein als Pilot der Raumfähre Challenger zum ersten Mal ins All. Diese Mission war der erste Flug eines Space Shuttle, bei dem sowohl Start als auch Landung in der Nacht erfolgten. Die Fracht bestand aus dem indischen Mehrzwecksatelliten Insat 1-B.

### STS-51-G
Brandenstein flog am 17. Juni 1985 als Kommandant der Raumfähre Discovery ins All. Dabei wurden Kommunikationssatelliten für Mexiko (Morelos), die Arabische Liga (Arabsat) und die USA (AT&T Telstar) ausgesetzt. Außerdem wurde der SPARTAN-Satellit ausgesetzt und nach 17 Stunden mit dem Roboterarm wieder eingefangen.

### STS-32
Mit der Raumfähre Columbia flog Brandenstein am 9. Januar 1990 die Mission STS-32. Zu den Hauptaufgaben des Fluges gehörte das erfolgreiche Aussetzen des Nachrichtensatelliten Syncom IV-F5 und das Bergen der Forschungsplattform LDEF mit dem Roboterarm.

### STS-49
Vom 7. bis 16. Mai 1992 kommandierte Brandenstein den Jungfernflug der Raumfähre Endeavour. Ziel dieser Mission war es, den zwei Jahre zuvor gestarteten Kommunikationssatelliten Intelsat VI-F3 für eine Reparatur zu bergen. Erst mit dem dritten Außenbordeinsatz (EVA) konnte der Satellit schließlich von Hand eingefangen werden. Daraufhin erhielt Intelsat einen neuen Apogäumsmotor, damit er eine vorgesehene geostationäre Umlaufbahn erreichen konnte. Bei einer weiteren EVA wurden Strukturen und Werkzeuge getestet.
| Raumflüge | Raumflüge | Raumflüge | Raumflüge |
| --------- | --------- | --------- | --------- |
|           |           |           |           |

## Nach der NASA
Am 1. Oktober 1992 schied er aus der NASA und der Navy aus.
- 1996 wurde er Vizepräsident bei der Kistler Aerospace Corporation in Seattle
- Seit August 1999 Vizepräsident bei Lockheed Martin Space Operations in Houston
- Am 28. September 2007 wurde er Nachfolger von Richard Covey als stellvertretender Geschäftsführer und Leiter des operativen Geschäftsbereichs von United Space Alliance (USA).

## Privates
Daniel Brandenstein und seine Frau Jane haben eine Tochter.